# Sammy Figueroa
Sammy Figueroa (* 16. November 1948 in New York City) ist ein amerikanischer Perkussionist, der als Bandleader im Bereich des Latin Jazz tätig ist. 

## Leben und Wirken
Figueroa wuchs in Puerto Rico als Sohn des Sängers Charlie Figueroa auf. Im Alter von 18 Jahren wurde er in New York Mitglied der Band von Bobby Valentín. Dann gehörte er zur Average White Band und zu The Brecker Brothers. Später war er Co-Leader der Fusionband Raíces. Als Studiomusiker arbeitete er mit Tommy Bolin, Miles Davis (The Man with the Horn), Charles Mingus (Me Myself an Eye), John Scofield, George Benson, Dave Grusin, Joey DeFrancesco, Chaka Khan, Joe Cocker, Earl Klugh, Stanley Jordan, Spyro Gyra, Quincy Jones und Etta Jones, aber auch mit Chic, Blondie, Yoko Ono, David Bowie, Patti Smith, Mariah Carey und Carole King. 
2001 zog Figueroa nach Südflorida. In den nächsten Jahren arbeitete er mit den dort wohnenden Latin-Jazz-Virtuosen aus Kuba, Venezuela, Brasilien, Kolumbien und Argentinien zusammen und gründete seine Band Latin Jazz-Explosion, die ihr Debüt beim Hollywood Jazz Festival gab und ab 2006 drei Alben einspielte. Von 2010 bis 2013 tourte er mit Sonny Rollins.

## Preise und Auszeichnungen
Figueroa erhielt zwei NARAS-Awards als Schlagzeuger des Jahres, zwei Drummie Awards für die beste Hand-Perkussion und den Jazz Journalists Association Award für den besten Schlagzeuger. Seine Alben …and Sammy Walked In und The Magician wurden für den Grammy als bestes Latin-Jazz-Album nominiert.

## Diskographische Hinweise
- Talisman (2014, Savant, SCD 2144 mit Glaucia Nasser)
- Memory of Water (2015, Ashe Records)
- Imaginary World (2015, Savant, SCD 2151)

mit Sammy Figueroa & His Latin Jazz Explosion
- …and Sammy Walked In (2006, Savant Records 2066)
- The Magician (2007, Savant 2079)
- Urban Nature (2011, Senator Records, SEN-1001)